# Lucy in Australien
Lucy in Australien (jap. 南の虹のルーシー, Minami no Niji no Rūshī, wörtlich: „Lucy vom Regenbogen des Südens“) ist die Anime-Adaption des Romans Southern Rainbow der australischen Autorin Phyllis Piddington. Die Serie wurde 1982 von Nippon Animation als Teil der Reihe World Masterpiece Theater produziert. Sie erzählt die Geschichte der siebenjährigen Lucy May Poppel, die im 19. Jahrhundert mit ihrer Familie von England nach Australien auswandert.

## Handlung
Die Farmerfamilie Poppel verlässt wie viele andere ihre Heimat England, weil ihr auf dem neuen Kontinent Australien Farmland versprochen wurde. Doch im Süden Australiens angekommen, müssen die Poppels feststellen, dass das Leben dort nicht so einfach ist, wie sie es gewohnt sind: Die Städte befinden sich noch im Aufbau, das Hinterland ist weitgehend unerschlossen und nicht vermessen, weshalb den meisten Immigranten auch kein Land zugewiesen werden kann.
Lucy, die Protagonistin, kümmern die Sorgen der Familie zunächst wenig. Mit ihrer älteren Schwester Kate und ihrem Freund Billy erkundet das tierliebe Mädchen die neue Heimat und macht dabei nicht nur Bekanntschaft mit neuen Tierarten, sondern auch mit den Ureinwohnern Australiens. Als keine Hoffnung mehr besteht, in absehbarer Zeit eine eigene Farm zu bekommen, verkauft der Vater das aus England mitgebrachte Fertighaus an den reichen, aber unausstehlichen Mr. Pettiwell. Lucy und ihre Familie ziehen in eine kleine Hütte in der Stadt Adelaide zusammen mit Dr. Dayton, einem trunksüchtigen Doktor, der aber bald von den Poppels zur Vernunft gebracht wird. Dort richten sie sich ein und erkunden das neue Land Stück für Stück.
Die Abenteuer für Lucy nehmen kein Ende, so findet sie zum Beispiel eines Tages einen verwaisten Dingowelpen, den sie liebevoll „Little“ nennt und großzieht. Für die Poppels taucht ein Silberstreifen am Horizont auf, als der Vater von einem Mann das Angebot bekommt, dessen Farm zu kaufen, doch ein Unglück sorgt dafür, dass es nicht so weit kommt.
Drei Jahre sind inzwischen vergangen und nicht nur das Leben der Poppels, die in ein größeres Haus gezogen sind, sondern ganz Australien hat sich verändert: Aus Adelaide ist eine richtige Stadt geworden, an der unbewohnten Küste, an der die Immigranten einst landeten, ist ein großer Hafen entstanden. Arthur Poppel, Lucys Vater, hat es inzwischen aufgegeben, wieder Farmer werden zu wollen. Er arbeitet stattdessen beim Straßenbau und gibt sich abends, wenn er nach Hause kommt, dem Alkohol hin. Die Familie gerät in immer größere Geldsorgen, so dass sie sich gezwungen sieht, Lucys geliebtes Schaf Schneeflocke zu verkaufen. Vor Kummer über diesen Verlust verwirrt, läuft Lucy vor eine außer Kontrolle geratene Kutsche und bleibt bewusstlos auf der Straße liegen, wo sie der reiche Mr. Princeton aufliest und mit nach Hause nimmt. Lucy kommt zwar bald wieder zu sich, kann sich aber nicht mehr daran erinnern, wie sie heißt oder wo ihre Familie herkommt. Sylvia Princeton, deren eigene Tochter vor Jahren starb, ist bald entschlossen, das fremde Mädchen dauerhaft aufzunehmen, und gibt ihr sogar den Namen ihres toten Kindes: Emily. In der Zwischenzeit suchen die Poppels fieberhaft nach Lucy, doch erst Little, der treue Dingo, vermag es, sie zu finden und zu bewirken, dass sie sich wieder erinnert. Die Princetons sind inzwischen aber ganz vernarrt in Lucy und so stellen sie ihrem Vater Arthur eine Farm in Aussicht, wenn dieser bereit ist, ihnen seine Tochter zur Adoption zu überlassen. Lucys Eltern wollen davon jedoch nichts wissen. Als Lucy von diesem Angebot erfährt, beschließt sie schweren Herzens, ihre Familie zu verlassen und bei den Princetons zu leben, damit der Traum ihres Vaters doch noch in Erfüllung gehen kann.
Von ihrer Opferbereitschaft gerührt und von Gewissensbissen geplagt, verhilft Mr. Princeton Lucys Vater am Ende zu seinem eigenen Stück Farmland – ohne auf eine Adoption zu bestehen. So zieht die Familie Poppel nach einigen schweren, aufregenden Jahren in Australien in Richtung Regenbogen, um endlich so zu leben, wie sie es sich von Anfang an vorgestellt hat.

## Geschichtlicher Hintergrund
Australien wurde von der britischen Regierung zunächst als Strafkolonie benutzt, um die überfüllten Gefängnisse zu leeren. Der Kontinent wurde zunächst mit Zwangsarbeitern besiedelt, von denen nicht wenige ungemütliche politische Gefangene waren, die Kritik an der britischen Krone geäußert hatten. 1829 schrieb Edward Gibbin Wakefielt, während er sich in England in Haft befand, mehrere Briefe zum Thema „freie, systematische Kolonialisierung“, die in Tageszeitungen veröffentlicht wurden. Darin beschrieb er, dass das Land in Australien nicht kostenlos an die Siedler verteilt werden sollte, sondern dass die Immigranten in den Kolonien arbeiten sollten mit der Aussicht, später Land kaufen zu können. Dabei sollte das Geld aus dem Verkauf des Landes dafür genutzt werden, um mehr Siedler nach Australien zu verschiffen und zwar keine Tagelöhner und Landstreicher, sondern gelernte Arbeiter, die die Wirtschaft noch weiter voranbringen würden. 1834 wurde alles in die Wege geleitet, um Wakefields Theorie in die Praxis umzusetzen. Die neue Kolonie wurde nach der Gemahlin Williams IV. benannt: Adelaide. Geeignete Arbeiter – meistens erwachsene Männer und Frauen unter dreißig – erhielten kostenlose Schiffspassagen. Auch viele große Firmen machten wie die South Australian Company in Australien Geld, denn wer 32 Hektar Farmland kaufte, erhielt dafür 4000 Quadratmeter Land in der Stadt. (Auch Mr. Pettiwell und Mr. Princeton werden ihr Vermögen so vermehrt haben.)
In der Geschichte machen Lucy, Kate und Billy einen Ausflug am Strand zur sogenannten Flinders Bucht, die es wirklich gibt. Die Bucht ist nach Captain Matthew Flinders benannt, der 1802 die australische Südküste erforschte und schließlich dort landete, wo später Adelaide gebaut wurde.
Auch der Landvermesser Colonel Light wird des Öfteren erwähnt, der – wie Mr. Poppel seinen Kindern erklärt – auch die Stadt Adelaide geplant hat. Dies alles entspricht den Tatsachen, auch, wie Arthur Poppel zu seinem Erstaunen lernt, dass Adelaide genau nach Lights Plänen gebaut wurde und es keine Abweichungen gab. Light segelte 1835 nach Südaustralien, um sich um den Aufbau der Stadt zu kümmern. Nur vier Jahre später, am 6. Oktober 1839, starb er dort an Tuberkulose. Auch Lucy Mays Nachbar, der mit Colonel Light persönlich auf Expedition im Hinterland war, stirbt an einer unbekannten Krankheit.

## Produktion und Veröffentlichung
Die Serie wurde 1982 vom Studio Nippon Animation unter der Regie von Hiroshi Saitō als Teil der Reihe World Masterpiece Theater produziert. Das Charakterdesign entwarf Shūichi Seki und künstlerischer Leiter war Taisaburō Abe. Die Serie wurde vom 10. Januar 1982 bis zum 26. Dezember 1982 durch Fuji TV ausgestrahlt.
Die deutsche Erstausstrahlung erfolgte im Sommer 1991 bei Tele 5. Der Anime wurde außerdem unter anderem ins Spanische, Italienische, Französische, Arabische und Polnische übersetzt.

### Synchronisation
| Rolle        | Japanischer Sprecher (Seiyū) | Deutscher Sprecher |
| ------------ | ---------------------------- | ------------------ |
| Lucy May     | Minori Matsushima            | Susanne Beck       |
| Mutter Annie | Ikuko Tani                   | Reinhilt Schneider |
| Vater Arthur | Katsunosuke Hori             | Ben Hecker         |
| Kate         | Rihoko Yoshida               | Reinhilt Schneider |

### Musik
Die Musik der Serie wurde von Kōichi Sakata komponiert. Vorspannlied ist Niji ni Naritai (虹になりたい) von Sumiko Yamagata, der Abspann wurde mit Mori ni Oide (森へおいで) von Sumiko Yamagata unterlegt.

## Episodenliste
Von den folgenden 50 Episoden wurde Folge 45 in Deutschland nicht ausgestrahlt:
| Nr. | Deutscher Titel                                            | Japanischer Titel      | Erstveröffent- lichung Japan |
| 1   | Die neue Heimat                                            | 新しい土地へ           | 10.01.1982                   |
| 2   | Das Kuscheltier                                            | 可愛いヤツ             | 17.01.1982                   |
| 3   | Der Hammelbraten                                           | かわり者               | 24.01.1982                   |
| 4   | Der erste Ausflug                                          | はじめての探検         | 31.01.1982                   |
| 5   | Der Sturm                                                  | 雨のち晴               | 07.02.1982                   |
| 6   | Adelaide, die große Stadt                                  | アデレードという町     | 14.02.1982                   |
| 7   | Ben in Gefahr!                                             | ベンの災難             | 21.02.1982                   |
| 8   | Der letzte Tag im Camp                                     | 出発の前夜             | 28.02.1982                   |
| 9   | Auf geht’s nach Adelaide!                                  | アデレードへの道       | 07.03.1982                   |
| 10  | Endlich am Ziel                                            | 緑の町                 | 14.03.1982                   |
| 11  | Unser kleines Häuschen                                     | 小さなわが家           | 21.03.1982                   |
| 12  | Erste Nacht in Adelaide                                    | アデレードの夜         | 28.03.1982                   |
| 13  | Da kommt Ben                                               | ベンがやってきた！     | 04.04.1982                   |
| 14  | Unverhoffter Besuch                                        | たくましい男           | 11.04.1982                   |
| 15  | Unerwartetes Wiedersehen                                   | 二つの家               | 18.04.1982                   |
| 16  | Doktor Deightons Problem                                   | ずぶぬれのお医者さん   | 25.04.1982                   |
| 17  | Ein schreckliches Erlebnis                                 | 不幸な出来事           | 02.05.1982                   |
| 18  | Kletterübungen                                             | 木登り                 | 09.05.1982                   |
| 19  | Einkaufsbummel                                             | 今日は買い物           | 16.05.1982                   |
| 20  | Der Brunnen                                                | 井戸の水               | 30.05.1982                   |
| 21  | Der Landvermesser                                          | アデレードの設計者     | 06.06.1982                   |
| 22  | Lucy und der Dingo                                         | レンガとディンゴの子   | 13.06.1982                   |
| 23  | Der kleine Tollpatsch                                      | お前の名はリトル       | 20.06.1982                   |
| 24  | Der Sommer geht zuende                                     | 夏の終りの日           | 27.06.1982                   |
| 25  | Ein schwarzer Tag                                          | ついてないときは・・・ | 04.07.1982                   |
| 26  | Fieber                                                     | 病気になった！         | 11.07.1982                   |
| 27  | Der Flug auf dem Drachen                                   | 凧に乗って             | 18.07.1982                   |
| 28  | Auf der anderen Seite des Flusses                          | 川の向う岸             | 25.07.1982                   |
| 29  | Little wird erzogen                                        | リトルの訓練           | 01.08.1982                   |
| 30  | Ein Geburtstagsgeschenk                                    | 誕生日のおくりもの     | 08.08.1982                   |
| 31  | Little und der schwarze Hund                               | リトルと黒い犬         | 15.08.1982                   |
| 32  | Der Regenbogen                                             | 虹の橋のたもと         | 22.08.1982                   |
| 33  | Der verlorene Traum                                        | 失われた夢             | 29.08.1982                   |
| 34  | Little in der Schule                                       | リトルと学校           | 05.09.1982                   |
| 35  | Die Sorge um Vater                                         | 対決                   | 12.09.1982                   |
| 36  | Die Münze im Vogelnest                                     | 巣の中の５シリング     | 19.09.1982                   |
| 37  | Der Überfall                                               | 草原の強盗団           | 26.09.1982                   |
| 38  | Lucy-May spielt Detektiv                                   | ルーシーは名探偵       | 03.10.1982                   |
| 39  | Abschiednehmen tut weh                                     | 二つの別れ             | 10.10.1982                   |
| 40  | Wer bin ich?                                               | わたしは誰？           | 17.10.1982                   |
| 41  | Eine fremde Stadt                                          | 見知らぬ町 見知らぬ人  | 24.10.1982                   |
| 42  | Emily                                                      | エミリーと呼ばれる子   | 31.10.1982                   |
| 43  | Verpasst                                                   | すれ違い               | 07.11.1982                   |
| 44  | Lucys Heimkehr                                             | リトル！リトル！       | 14.11.1982                   |
| 45  | Tob und das Känguruhbaby (im Deutschen nicht ausgestrahlt) | トブが消えた           | 21.11.1982                   |
| 46  | Kate und der Wombat                                        | 穴の中のウォンバット   | 28.11.1982                   |
| 47  | Vaters neue Arbeit                                         | とうさんの決意         | 05.12.1982                   |
| 48  | Was wird aus Lucy-May?                                     | 大金持ちの子に・・・   | 12.12.1982                   |
| 49  | Clara heiratet                                             | クララの結婚           | 19.12.1982                   |
| 50  | Das Ende des Regenbogens                                   | 虹に向って             | 26.12.1982                   |